# Antonio Manuel Padrón Morlot
Antonio Manuel Padrón Morlot fue un guerrillero y líder obrero cubano que participó en la Revolución cubana. Fue Jefe de Acción y Sabotaje en Santa Clara por parte del Movimiento 26 de Julio. 

## Trayectoria estudiantil
Fue hijo de Alejo Padrón López y Agapita Morlot Betancourt. Vivió en el pueblo de Báez. En 1941, cuando contaba con 20 años de edad, ingresó en una escuela militar en La Habana durante el gobierno de Fulgencio Batista por 1 año. Se rebeló contra el sistema poco tiempo, cayó preso. A su salida de la prisión se convirtió en el administrador de la finca de su padre, donde trabajó. 

## Movimiento 26 de julio
A mediados de 1956 comenzó su trayectoria revolucionaria y se integra en al Movimiento 26 de Julio. Comenzó a realizar sabotajes y atentados a sicarios del régimen batistiano por lo que fue designado Jefe de acción y sabotaje en Santa Clara. A comienzos de 1957 la dirección del movimiento, encabezado por Frank País designó a Chichí para viajar a Oriente en mayo de 1957. 
A su regreso, cercano al 26 de julio, intensificó sus actividades revolucionarias en Santa Clara y alrededores. 

## Muerte
El 11 de diciembre se dirigió a Villa Clara para coordinar acciones con otros combatientes en casa de Pedro Estrada Flores (Malato), en Borrotico, en las afueras de Santa Clara. Ese mismo día acompañaban a Chichí, Ramón Bernal Arteaga (el Chino) y Nicolás Fleite Navarro (Tatico), luchador revolucionario que guardó prisión en diversas unidades de la capital y al ser perseguido, marchó a Manicaragua. Fueron delatados, por lo que varios soldados pertenecientes al regimiento Leoncio Vidal cercaron el lugar y los atacaron desde la 1 de la tarde hasta las 5, hora en que fallecieron todos los combatientes.